# Aleksandrovo (Jambol)
Aleksandrovo (Bulgaars: Александрово) is een dorp in Bulgarije. Het dorp is gelegen in de gemeente Straldzja, oblast Jambol. Het dorp ligt 35 km ten zuidoosten van Jambol en 294 km ten zuidoosten van Sofia. 

## Bevolking
Het dorp telde in december 2019 131 inwoners, een daling vergeleken met het maximum van 1384 in 1946.
|  |

Alle 177 inwoners reageerden op de optionele volkstelling van 2011. Van deze 117 respondenten identificeerden 117 personen zichzelf als etnische Bulgaren (66,1%), gevolgd door 57 Roma (32,2%) en 3 ondefinieerbare respondenten (1,7%).
| Etniciteit   | Aantal | %     |
| ------------ | ------ | ----- |
| Bulgaren     | 117    | 66,1% |
| Turken       | ...    | ...   |
| Roma         | 57     | 32,2% |
| Overig       | 3      | 1,7%  |
| Respondenten | 177    |       |